# Критий вагон

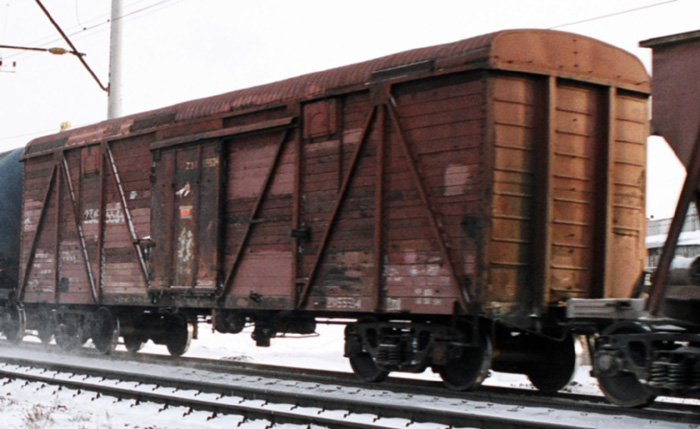
Критий вантажний вагон

Критий вагон — тип залізничного вантажного вагона, закритого з усіх боків і призначеного для перевезення вантажу, що може бути пошкоджений в несприятливих погодних умовах та для забезпечення цілісності вантажу. Кузов критих вагонів має торцеві та бічні стіни, а також дах. З кожного боку вони мають зсувні двері та два люки. Люки призначені для освітлення, вентиляції та завантаження сипучих вантажів.